# Ksenija Aleksandrovna Rappoport
Ksenija Aleksandrovna Rappoport (in russo Ксения Александровна Раппопорт?), conosciuta semplicemente come Ksenia Rappoport (Leningrado, 25 marzo 1974) è un'attrice russa.
Dal 2005 lavora stabilmente anche in Italia. Nel 2007 ha vinto un David di Donatello per la migliore attrice protagonista per La sconosciuta di Giuseppe Tornatore, e nel 2009 la Coppa Volpi per la migliore interpretazione femminile alla 66ª Mostra internazionale d'arte cinematografica di Venezia per La doppia ora di Giuseppe Capotondi.

## Biografia

### Cinema
Di origine ebraica da parte di padre, nel 1991 inizia a lavorare per il grande schermo partecipando al film Izydi! di Dmitrij Astrachan. Nel 1997 la troviamo nel ruolo di Maria in Anna Karenina, diretta da Bernard Rose e al fianco di Alfred Molina e Sophie Marceau. Il primo ruolo cinematografico di spessore arriva nel 1998 con il film Cvety kalenduly di Sergej Snežkin. Lavora per la tv russa con la serie poliziesca Banditskij Peterburg, il film Krach Antibiotika, e nel 2004 in Sissi, l'imperatrice ribelle di Jean-Daniel Verhaeghe, col quale si documentano gli ultimi tre giorni di vita della principessa d'Austria. Prima del suo arrivo in Italia, nel 2005 è impegnata in due miniserie televisive, Ved kongens bord ed Esenin.
Data la sua crescente popolarità in Russia e il talento riconosciutole, nel 2006 Giuseppe Tornatore la vuole nel ruolo di protagonista nel film La sconosciuta, che le è valso il David di Donatello come migliore attrice protagonista. Il 2008 è l'anno di L'uomo che ama di Maria Sole Tognazzi, dove è protagonista accanto a Pierfrancesco Favino e Monica Bellucci. Nello stesso anno partecipa al film Jur'ev den' diretto da Kirill Serebrennikov. Sempre nello stesso anno è madrina della 65ª Mostra internazionale d'arte cinematografica di Venezia.
Nel 2009 appare in Italians di Giovanni Veronesi insieme a Carlo Verdone nel ruolo di un'interprete. Partecipa in seguito al film La doppia ora di Giuseppe Capotondi, presentato in concorso al Festival di Venezia 2009, al termine del quale all'attrice viene assegnata la Coppa Volpi per la migliore interpretazione femminile.

### Teatro
Diplomata nel 2000 all'Accademia Teatrale di Stato di San Pietroburgo, dove studiò con V. M. Fil'štinskij, entra a far parte della compagnia del Malyj dramatičeskij teatr di San Pietroburgo, ove interpreta classici di Flaubert, Čechov, Sofocle e Goldoni. In teatro ha ricoperto il ruolo di Nina Zarečnaja in Il gabbiano, la ragazza in Claustrofobia, Elena Andreevna in Zio Vanja, Sof'ja in P'ese bez nazvanija di Lev Dodin.

### Attivismo
Ksenija Rappoport ha partecipato a diverse cause sociali. Pur non essendo politicamente impegnata, si è espressa contro l'invasione russa dell'Ucraina del 2022 e ha firmato una delle petizioni promosse da Dmitrij Muratov su Novaya Gazeta in favore della regista incarcerata Evgenija Berkovič, ex collaboratrice di Serebrennikov con cui Rappoport ha lavorato in passato.

## Filmografia

### Cinema
- Izydi!, regia di Dmitrij Astrachan (1991)
- Russkaja nevesta, regia di Gennadij Solovskij (1993)
- Prochindiada 2, regia di Aleksandr Kaljagin (1994)
- Anna Karenina, regia di Bernard Rose (1997)
- Un cavaliere di nome morte (The riden named Death), regia di Karen Georgievič Šachnazarov (2004)
- La sconosciuta, regia di Giuseppe Tornatore (2006)
- L'uomo che ama, regia di Maria Sole Tognazzi (2008)
- Jur'ev den', regia di Kirill Serebrennikov (2008)
- Italians, regia di Giovanni Veronesi (2009)
- La doppia ora, regia di Giuseppe Capotondi (2009)
- Il padre e lo straniero, regia di Ricky Tognazzi (2010)
- Due giorni (Два дня), regia di Avdotija Smirnova (2011)
- Noi 4, regia di Francesco Bruni (2014)
- Il ragazzo invisibile, regia di Gabriele Salvatores (2014)
- La foresta di ghiaccio, regia di Claudio Noce (2014)
- Mamma daragaja!, regia di Jaroslav Čevaževskij (2014)
- Il ragazzo invisibile - Seconda generazione, regia di Gabriele Salvatores (2018)
- Lёd, regia di Oleg Trofim (2018)
- Calibro 9, regia di Toni D'Angelo (2020)
- Mama, ja doma, regia di Vladimir Bitokov (2021)
- L'ordine del tempo, regia di Liliana Cavani (2023)

### Televisione
- Agent natsionalnoy bezopasnosti – serie TV, 1 episodio (1999)
- Banditskiy Peterburg: Krakn Antibiotika – miniserie TV, 1 puntata (2001)
- Po imeni Baron – serie TV, 1 episodio (2002)
- Nevestka, regia di Natalya Radionova – film TV (2003)
- Ne ssortes, devochki! – serie TV, 1 episodio (2003)
- Sissi, l'imperatrice ribelle (Sissi, l'impératrice rebelle), regia di Jean-Daniel Verhaeghe – film TV (2004)
- Ved kongens bord – miniserie TV, 1 puntata (2005)
- Esenin – miniserie TV, 1 puntata (2005)
- Vazhnee, Chem lyubov – serie TV, 1 episodio (2006)
- Likvidatsiya – serie TV, 1 episodio (2007)
- Il caso Rasputin (Raspoutine), regia di Josée Dayan – film TV (2011)